# Max von Sydow
Max Carl Adolf von Sydow ([ˈmaks kɑːrl aːdɔlf fɔn ˈsy̌ːdɔv] ( lyssna)), ursprungligen Carl Adolf von Sydow, född 10 april 1929 i Lund, död 8 mars 2020 i Seillans i Var, Frankrike, var en svensk skådespelare och filmregissör.
von Sydow blev känd för roller i filmer som Ingmar Bergmans Det sjunde inseglet (1957), Jan Troells Utvandrarna (1971) och Bille Augusts Pelle Erövraren (1987) men även i internationella filmer som Exorcisten (1973).

## Biografi

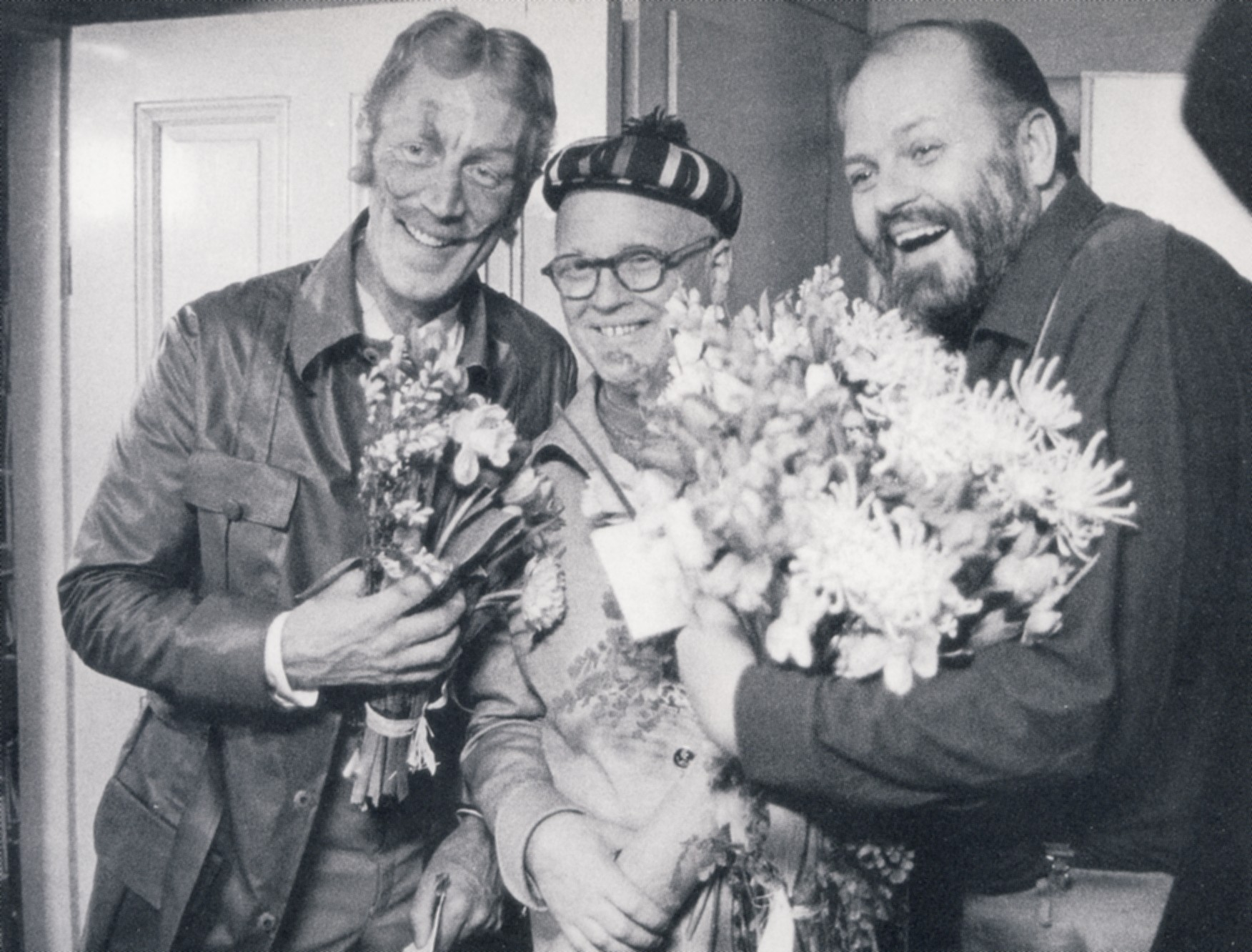
Från vänster: Max von Sydow, Povel Ramel och Beppe Wolgers i De sista entusiasterna 11 april 1968.

Max von Sydow var son till folklivsforskaren, professor Carl Wilhelm von Sydow och friherrinnan Greta Rappe, som var lärare, och växte upp i Lund.

### Teater och Ingmar Bergman

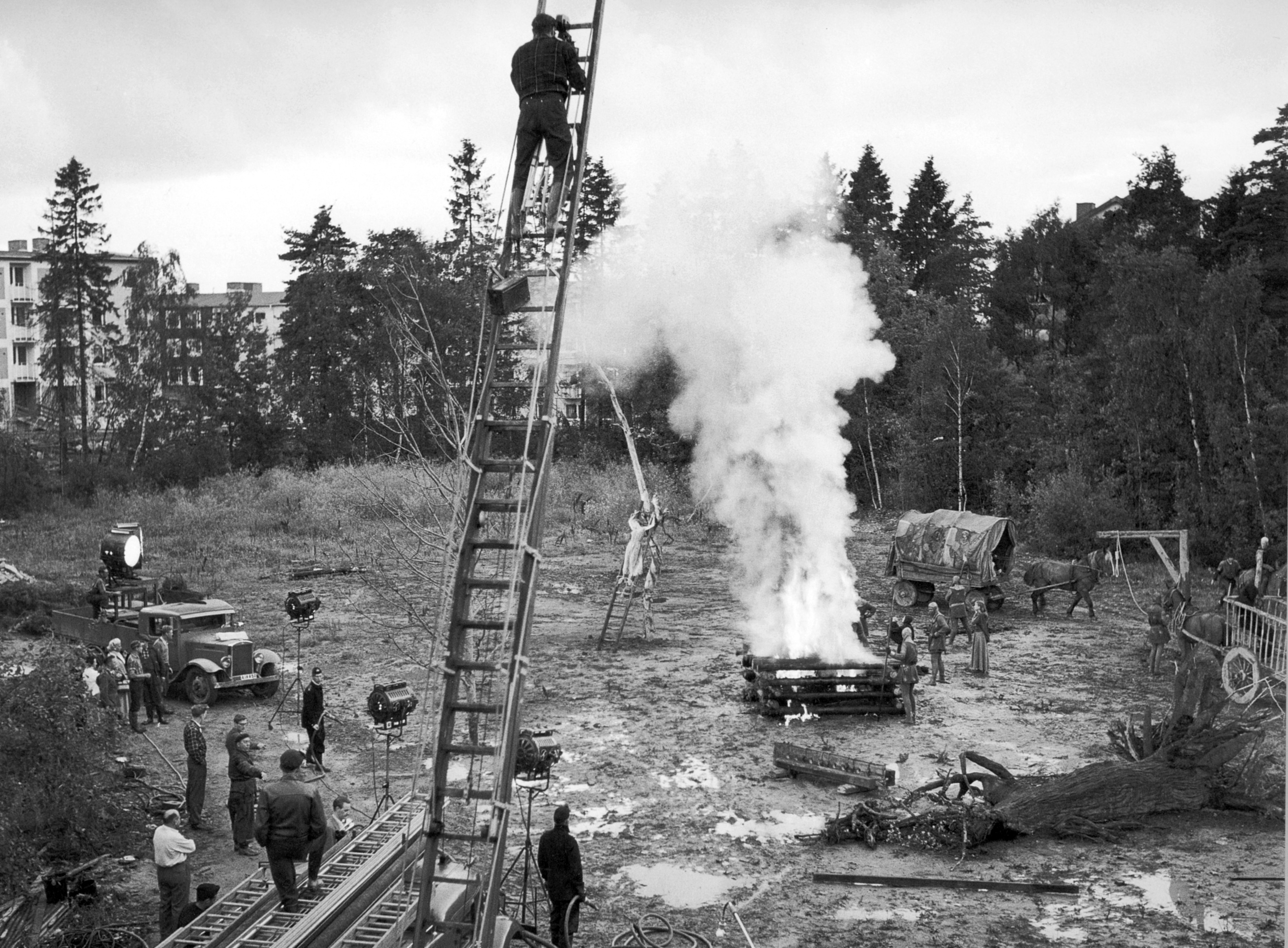
I Det sjunde inseglet hade von Sydow rollen som korsfararen Antonius Block. Foto: Louis Huch.

Efter studentexamen vid Katedralskolan i Lund 1947 gick von Sydow på Dramatens elevskola 1948–1951 tillsammans med bland andra Jan-Olof Strandberg, Allan Edwall, Lars Ekborg, Margaretha Krook, Ingrid Thulin, Yvonne Lombard, Jan Malmsjö och Olof Thunberg. Därefter fick han anställning vid stadsteatern i Norrköping-Linköping 1951–1953. Han återvände därefter hem till Skåne och Malmö stadsteater, där Ingmar Bergman under resten av 1950-talet drog stor nytta av hans förmåga, exempelvis i teateruppsättningar som Peer Gynt, Misantropen, Värmlänningarna, Sagan och Faust. De två sistnämnda gästspelade med framgång i Paris och London och 1958 tilldelades han där hedersutmärkelsen Thaliapriset. Åren 1960–1972 återvände han till Dramaten och återkom dit en andra omgång 1988–1994.
I de filmer som följde blev han Bergmans uttolkare av existentiell kamp och grubbel, såsom i Vargtimmen, Nattvardsgästerna, Jungfrukällan, Såsom i en spegel, Skammen, En passion, Nära livet, Ansiktet och Beröringen.  Rollen som korsfararen som spelar schack med döden i Det sjunde inseglet väckte internationell uppmärksamhet och ledde till att han fick rollen som Jesus i Hollywoodfilmen Mannen från Nasaret.

### Vidgad spelplan
Rollen som Jesus blev början till en Hollywoodkarriär, där von Sydow sattes i rollfacket religiösa allvarsmän, som i filmerna Hawaii och Exorcisten. Han gjorde en minnesvärd insats som den avskyvärde Kejsar Ming i filmatiseringen av Blixt Gordon (1980). Han medverkade också i exempelvis Conan Barbaren, David Lynchs Dune, Woody Allens Hannah och hennes systrar och James Bond-filmen Never Say Never Again.
Han gjorde sedan mer sällan film på svenska, men spelade de kraftfulla, rakryggade men kanske egenrättfärdiga manliga huvudpersonerna i Jan Troells filmer Utvandrarna (1971), Ingenjör Andrées luftfärd (1982) och Hamsun (1996). Rollen som den onde biskop Vergérus i storfilmen Fanny och Alexander hade Bergman avsatt för von Sydow, men von Sydows agent begärde ett för svenska förhållanden alltför högt gage. Senare har von Sydow sagt att detta var hans yrkeslivs största misstag. I filmer som Hasse och Tages Äppelkriget och Ägget är löst! medverkade han dock.

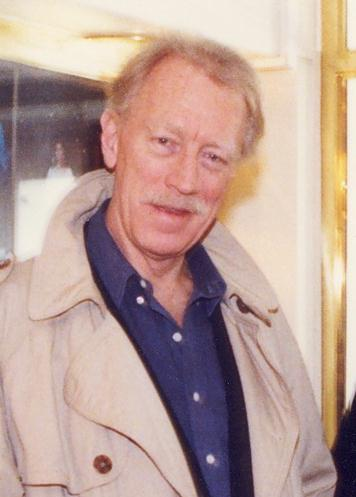
von Sydow efter ett möte om Gustav III på 200-årsdagen av mordet på honom, Dramatens sceningång den 16 mars 1992.

Mellan filmrollerna spelade han också teater på Broadway i New York: i rollen som Strindberg i en (mindre framgångsrik) uppsättning av P.O. Enquists Tribadernas natt och 1981 mot Anne Bancroft i pjäsen Duet for One av Tom Kempinski. Han gjorde samma roll i filmatiseringen av pjäsen 1986.
Efter den stora filmrollen som Lassefar i den Oscarsbelönade Pelle Erövraren, som han både Oscarsnominerades för och belönades för av Europeiska filmakademin 1988, blomstrade hans karriär på nytt under 1990-talet. von Sydow återvände till Dramaten 1988 för att bland annat spela Gert bokpräntare i Strindbergs Mäster Olof, Eugene O'Neill i Lars Noréns Och ge oss skuggorna (även gjord för SVT, där han belönades med Prix Italia för bästa skådespelare) och huvudrollen i klassikern Swedenhielms samt fick fler intressanta filmroller.
Han debuterade 1988 även som filmregissör med den danska filmen Vid vägen efter Herman Bangs novell med ett gott kvinnoporträtt av Ghita Nørby. Filmen fick en Guldbagge för bästa film och bästa regi.
I januari 2012 Oscarsnominerades von Sydow för sin rolltolkning i filmatiseringen av Jonathan Safran Foers roman Extremt högt och otroligt nära.

## Privatliv
Max von Sydow var 1951–1979 gift med Christina von Sydow (1926–1998), i unga år skådespelare under namnet Kerstin Olin. Tillsammans fick de sönerna Clas och Henrik, som också medverkade tillsammans med sin far i filmen Hawaii (1966). År 1997 gifte han om sig och var fram till sin död gift med den franska dokumentärfilmaren Catherine Brelet. Han adopterade hennes två vuxna söner från ett tidigare äktenskap.
Han var vid sin död bosatt i södra Frankrike och avsade sig sitt svenska medborgarskap när han blev fransk medborgare. Det var inte tillåtet med dubbla medborgarskap före 2001.

## Filmroller
| År   | Film                               | Roll                                       | Noter |
| ---- | ---------------------------------- | ------------------------------------------ | --- |
| 1949 | Bara en mor                        | Nils                                       | |
| 1951 | Fröken Julie                       | Hand                                       | |
| 1953 | Ingen mans kvinna                  | Olaf                                       | |
| 1954 | I rök och dans                     | Kärlekspartner i höstack                   | |
| 1956 | Rätten att älska                   | Bergman                                    | |
| 1957 | Herr Sleeman kommer                | Jägaren                                    | (TV) |
| 1957 | Peer Gynt                          | Peer Gynt                                  | |
| 1957 | Det sjunde inseglet                | Antonius Block                             | |
| 1957 | Prästen i Uddarbo                  | Gustaf Ömark                               | |
| 1957 | Smultronstället                    | Henrik Åkerman                             | |
| 1958 | Nära livet                         | Harry Anderson                             | |
| 1958 | Rabies                             | Bo Stensson Svenningson                    | |
| 1958 | Kvinnlig spion 503                 | Horst                                      | |
| 1958 | Ansiktet                           | Albert Emanuel Vogler                      | |
| 1960 | Jungfrukällan                      | Töre                                       | |
| 1960 | Bröllopsdagen                      | Anders Frost                               | |
| 1961 | Såsom i en spegel                  | Martin                                     | |
| 1962 | Nils Holgerssons underbara resa    | Nils pappa                                 | |
| 1962 | Älskarinnan                        | Mannen                                     | |
| 1963 | Nattvardsgästerna                  | Jonas Persson                              | |
| 1965 | Uppehåll i myrlandet               | Kvist                                      | |
| 1965 | The Reward                         | Scott Swenson                              | |
| 1965 | Mannen från Nasaret                | Jesus Kristus                              | |
| 1966 | Quiller - Vårt ess i Berlin        | Oktober                                    | |
| 1966 | Hawaii                             | Reverend Abner Hale                        | Nominerad – Golden Globe Award för bästa manliga huvudroll - Drama |
| 1966 | Här har du ditt liv                | Smålands-Pelle                             | |
| 1967 | The Diary of Anne Frank            | Otto Frank                                 | (TV) |
| 1968 | Vargtimmen                         | Johan Borg                                 | |
| 1968 | Svarta palmkronor                  | Gustav Olofson, sjöman                     | |
| 1968 | Skammen                            | Jan Rosenberg                              | |
| 1969 | Made in Sweden                     | Dr. Magnus Rud                             | |
| 1969 | En passion                         | Andreas Winkelman                          | |
| 1970 | The Kremlin Letter                 | Colonel Kosnov                             | |
| 1971 | Papegojan                          | Salem                                      | |
| 1971 | Utvandrarna                        | Karl-Oskar Nilsson                         | |
| 1971 | Äppelkriget                        | Roy Lindberg                               | |
| 1971 | Beröringen                         | Andreas Vergerus                           | |
| 1972 | Embassy                            | Gorenko                                    | |
| 1972 | Nybyggarna                         | Karl-Oskar Nillson                         | |
| 1973 | Exorcisten                         | Fader Lankester Merrin                     | Nominerad – Golden Globe Award för bästa manliga biroll |
| 1973 | Kvartetten som sprängdes           | ingenjör Planertz                          | (TV-serie) |
| 1974 | Steppenwolf                        | Harry Haller                               | |
| 1975 | The Ultimate Warrior               | Baron                                      | |
| 1975 | Ägget är löst!                     | Fadern                                     | |
| 1975 | Tre dagar för Condor               | G. Joubert                                 | KCFCC Award för bästa manliga biroll |
| 1976 | Cuore di cane                      | Professor Filipp Filippovich Preobrazenski | |
| 1976 | De fördömdas resa                  | Kapten Schroeder                           | |
| 1976 | Il deserto dei Tartari             | Kapten Ortiz                               | |
| 1976 | Foxtrot                            | Larsen                                     | |
| 1976 | Utsökta lik                        | Högsta domstolens president                | |
| 1977 | March or Die                       | François Marneau                           | |
| 1977 | Exorcisten II: Kättaren            | Fader Lankester Merrin                     | |
| 1978 | Brass Target                       | Shelley                                    | |
| 1978 | Jakten på nazistguldet             | Webber                                     | |
| 1979 | Orkanen                            | Dr. Danielsson                             | |
| 1980 | Death Watch                        | Gerald Mortenhoe                           | |
| 1980 | Blixt Gordon                       | Kejsare Ming                               | Nominerad – Saturn Award för bästa manliga biroll |
| 1981 | Den sista matchen                  | Major Karl Von Steiner                     | |
| 1982 | Ingenjör Andrées luftfärd          | Salomon August Andrée                      | Venedigs filmfestival Pasinetti Cup för bästa skådespelare |
| 1982 | Conan Barbaren                     | Kung Osric                                 | |
| 1983 | Strange Brew                       | Bryggmästare Smith                         | |
| 1983 | Never Say Never Again              | Ernst Stavro Blofeld                       | |
| 1984 | Dreamscape                         | Dr. Paul Novotny                           | |
| 1984 | Samson and Delilah                 | Sidka                                      | (TV) |
| 1984 | The Soldier's Tale                 | Djävulen                                   | |
| 1984 | Dune                               | Dr. Liet-Kynes                             | |
| 1985 | Code Name: Emerald                 | Jurgen Brausch                             | |
| 1985 | Christopher Colombus               | Kung Johan av Portugal                     | TV Mini-serie |
| 1985 | The Last Place on Earth            | Fridtjof Nansen                            | TV Mini-serie |
| 1985 | Kojak: The Belarus File            | Peter Barak                                | (TV) |
| 1985 | Quo Vadis?                         | Petrus                                     | TV Mini-serie |
| 1985 | The Repenter                       | Spinola                                    | |
| 1986 | Duet for One                       | Dr. Louis Feldman                          | |
| 1986 | Hannah och hennes systrar          | Frederick                                  | |
| 1986 | The Second Victory                 | Dr. Huber                                  | |
| 1986 | The Wolf at the Door               | August Strindberg                          | Även känd som "Oviri" |
| 1987 | Pelle Erövraren                    | Lassefar                                   | Bodilpriset för bästa manliga skådespelare European Film Award för bästa skådespelare Guldbagge för bästa manliga huvudroll Robertpriset för bästa manliga huvudroll Nominerad – Oscar för bästa manliga huvudroll |
| 1988 | Vid vägen                          |                                            | Hans första och enda film som regissör. |
| 1989 | Red King, White Knight             | Szaz                                       | Nominerad – Primetime Emmy Award för enastående birollsinnehavare - Miniserie eller film |
| 1989 | Ghostbusters 2                     | Vigo the Carpathian                        | Röstroll |
| 1990 | A Violent Life                     | Clemens VII                                | |
| 1990 | Hiroshima - samvetets stad         | Fader Siemes                               | (TV) |
| 1990 | Father                             | Joe Mueller                                | Australian Film Institute Award för bästa manliga huvudroll |
| 1990 | Uppvaknanden                       | Dr. Peter Ingham                           | |
| 1991 | Oxen                               | Vicar                                      | |
| 1991 | Den goda viljan                    | Johan Åkerblom                             | (TV-serie) |
| 1991 | Till världens ände                 | Henry Farber                               | |
| 1991 | Europa                             | Berättaren                                 | Röstroll |
| 1991 | A Kiss Before Dying                | Thor Carlsson                              | |
| 1991 | The Bachelor                       | Von Schleheim                              | |
| 1992 | Den goda viljan                    | Johan Åkerblom, Annas pappa                | |
| 1992 | Dotknięcie ręki (The Silent Touch) | Henry Kesdi                                | Tokyo International Film Festival Best Actor Award |
| 1993 | Och ge oss skuggorna               | Eugene O'Neill                             | (TV) |
| 1993 | Köplust                            | Leland Gaunt                               | Nominerad – Saturn Award for Best Actor |
| 1993 | Morfars resa                       | Simon S.L. Fromm                           | |
| 1993 | Indiana Jones äventyr              | Sigmund Freud                              | |
| 1994 | Time Is Money                      | Joe Kaufman                                | Filmfestivalen i Karlovy Vary Bästa skådespelare |
| 1994 | Onkel Vanja                        | Professor Serebrejakov                     | (TV) |
| 1995 | Citizen X                          | Dr. Alexandr Bukhanovsky                   | (TV) Nominerad – CableACE Award för manlig biroll i en film eller miniserie |
| 1995 | Judge Dredd                        | Chief Judge Fargo                          | |
| 1995 | Radetzkymarsch                     | Baron Franz von Trotta und Cipolje         | TV Mini-serie |
| 1996 | Enskilda samtal                    | Jacob                                      | (TV) |
| 1996 | Jerusalem                          | Kyrkoherden                                | |
| 1996 | Samson and Delilah                 | Berättaren                                 | (TV) Röstroll |
| 1996 | Hamsun                             | Knut Hamsun                                | Guldbagge för bästa manliga huvudroll Valladolid International Film Festival Best Actor |
| 1997 | Solomon                            | David                                      | (TV) |
| 1997 | The Princess and the Pauper        | Epos                                       | (TV) |
| 1997 | En frusen dröm                     | Salomon August Andrée                      | |
| 1997 | Herkules                           | Zeus                                       | Röstroll |
| 1997 | Hostile Waters                     | Admiral Chernavin                          | (TV) |
| 1998 | Drömmarnas värld                   | The Tracker                                | |
| 1999 | Snö faller på cederträden          | Nels Gudmundsson                           | |
| 2000 | Nürnberg                           | Samuel Irving Rosenman                     | TV Mini-serie |
| 2001 | Intacto                            | Samuel                                     | |
| 2001 | Druids                             | Guttuart                                   | |
| 2001 | Sleepless                          | Ulisse Moretti                             | |
| 2001 | Non ho sonno                       |                                            | |
| 2002 | Minority Report                    | Pre-Crime director Lamar Burgess           | Nominerad – Saturn Award för bästa manliga biroll |
| 2004 | Dark Kingdom: The Dragon King      | Eyvind                                     | (TV) |
| 2005 | Heidi                              | Farbror Alp                                | |
| 2006 | The Inquiry                        | Tiberius                                   | |
| 2006 | Emotional Arithmetic               |                                            | |
| 2006 | Le Scaphandre et le Papillon       |                                            | |
| 2007 | Rush Hour 3                        | Reynard                                    | |
| 2007 | Emotional Arithmetic               | Jakob Bronski                              | Nominerad – Genie Award för bästa prestation av en skådespelare i en biroll |
| 2007 | Fjärilen i glaskupan               | Papinou                                    | |
| 2009 | The Tudors                         | Otto Truchsess von Waldburg                | (TV-serie) (4 episoder) |
| 2009 | Ghostbusters: The Video Game       | Vigo the Carpathian                        | Datorspelsröst |
| 2009 | Solomon Kane                       | Josiah Kane                                | |
| 2009 | A Man and His Dog                  | Befälhavaren                               | Cameoroll |
| 2009 | Oscar et la dame rose              | doktor Düsseldorf                          | |
| 2010 | Shutter Island                     | Dr. Jeremiah Naehring                      | |
| 2010 | Robin Hood                         | Sir Walter Locksley                        | |
| 2010 | The Wolfman (Extended Cut)         | Man på ett tåg (okrediterad)               | Hans scen i filmen togs bort, men återfinns på den utökade DVD-versionen. |
| 2011 | The Elder Scrolls V: Skyrim        | Esbern                                     | Datorspelsröst |
| 2011 | Extremt högt och otroligt nära     | Hyresgästen                                | Nominerad - Oscar för bästa manliga biroll Nominerad - Boston Society of Film Critics Award för bästa manliga biroll Nominerad - Dallas-Fort Worth Film Critics Association Award för bästa manliga biroll Nominerad - Georgia Film Critics Award för bästa manliga biroll Nominated - San Diego Film Critics Society Award för bästa manliga biroll |
| 2012 | Truth & Treason                    | Frank Fikeis                               | |
| 2012 | Branded                            | Marketing Guru                             | |
| 2015 | The Letters                        | Celeste van Exem                           | |
| 2015 | Star Wars: The Force Awakens       | Lor San Tekka                              | |
| 2016 | Game of Thrones                    | Three-Eyed Raven                           | TV-serie |
| 2016 | The First, the Last                | The Undertaker                             | |
| 2019 | Kursk                              | Vladimir Petrenko                          | |
| 2021 | Minnen av krig                     | Nikolas Andreou                            | |

## Teaterroller
| År   | Roll                                 | Produktion                                                      | Regi              | Teater                                                        |
| ---- | ------------------------------------ | --------------------------------------------------------------- | ----------------- | ------------------------------------------------------------- |
| 1948 | Förste konstaplen                    | David Copperfield Charles Dickens                               |                   | Dramaten                                                      |
| 1949 | Statering                            | Ett drömspel August Strindberg                                  |                   | Stockholms stadshus                                           |
| 1949 | Statering                            | Lycko-Pers resa August Strindberg                               |                   | Dramaten                                                      |
| 1949 | Inhopp                               | Släktmötet T.S. Eliot                                           |                   | Dramaten                                                      |
| 1949 |                                      | Döda utan gravar Jean-Paul Sartre                               |                   | Dramaten                                                      |
| 1949 | Prins Wilhelm                        | Egmont Johann Wolfgang von Goethe                               |                   | Dramaten                                                      |
| 1949 | Bumburriflex                         | Sanningens pärla Zacharias Topelius                             | Keve Hjelm        | Dramaten                                                      |
| 1949 | Biskop Fisher                        | En dag av tusen Maxwell Anderson                                |                   | Dramaten                                                      |
| 1949 | Bereddin                             | Aladdin Adam Oehlenschläger                                     |                   | Dramaten                                                      |
| 1950 |                                      | Utanför dörren Wolfgang Borchert                                |                   | Dramaten                                                      |
| 1950 | Förste mannen                        | Brand Henrik Ibsen                                              |                   | Dramaten                                                      |
| 1950 | Ivar Munk                            | Ljungby horn Frans Hedberg                                      | Carl-Henrik Fant  | Dramaten                                                      |
| 1950 | Den dövstumme                        | Tokiga grevinnan Jean Giraudoux                                 |                   | Dramaten                                                      |
| 1950 | Banquo                               | Macbeth William Shakespeare                                     |                   | Dramaten                                                      |
| 1950 | Prins Erik                           | Kungen dansar Staffan Tjerneld                                  | Gunnar Skoglund   | Vadstena slott                                                |
| 1950 | Teodor Fristedt                      | Dunungen Selma Lagerlöf                                         |                   | Dramaten                                                      |
| 1951 | Polischefen                          | Bröderna Karamazov Fjodor Dostojevskij                          |                   | Dramaten                                                      |
| 1951 | Harry Grant                          | Kapten Grant och hans barn Jules Verne                          |                   | Dramaten                                                      |
| 1951 | Onkel Tom                            | Onkel Toms stuga Harriet Beecher Stowe—George Fant              |                   | Dramaten                                                      |
| 1951 | Överjägaren Länsman Falkenburgs ande | Amorina Carl Jonas Love Almqvist                                | Alf Sjöberg       | Dramaten                                                      |
| 1951 | Horatio                              | Hamlet William Shakespeare                                      |                   | Kronborgs slott                                               |
| 1951 | Krasnov                              | Rött månsken Melchior Lengyel och Marc-Gilbert Sauvajon         | Johan Falck       | Norrköping-Linköping stadsteater                              |
| 1951 | Louis Antoine Léon de Saint-Just     | Robespierre Rudolf Värnlund                                     | Johan Falck       | Norrköping-Linköping stadsteater                              |
| 1951 | Chantrel François Gustave Philippe   | Familjens ära Louis Verneuil                                    | Thore Wallengren  | Norrköping-Linköping stadsteater                              |
| 1952 | Viktor                               | Tiger-Harry Tore Zetterholm                                     | Johan Falck       | Norrköping-Linköping stadsteater                              |
| 1952 | Gerald Thronton                      | I dag och i morgon J. B. Priestley                              | Johan Falck       | Norrköping-Linköping stadsteater                              |
| 1952 | Edward Angkatell                     | Laddat möte Agatha Christie                                     | Sture Ericson     | Norrköping-Linköping stadsteater                              |
| 1952 | Doktor Evans                         | Nog lever farfar John Osborne                                   |                   | Folkparksturné                                                |
| 1952 | William Tower                        | Jane W. Somerset Maugham                                        | Keve Hjelm        | Norrköping-Linköping stadsteater                              |
| 1952 | Tim Meadows                          | Fångarnas natt Christopher Fry                                  | Johan Falck       | Norrköping-Linköping stadsteater                              |
| 1953 | Peer Gynt                            | Peer Gynt Henrik Ibsen                                          | Johan Falck       | Norrköping-Linköping stadsteater                              |
| 1953 | Skådespelaren                        | Man till salu Ernest Vajda och Clement Scott Gilbert            | Per-Axel Branner  | Lisebergsteatern                                              |
| 1953 | Rolf Swedenhielm J:r                 | Swedenhielms Hjalmar Bergman                                    | Johan Falck       | Helsingborgs stadsteater                                      |
| 1953 | Henrik IV                            | Henrik IV Luigi Pirandello                                      | Johan Falck       | Helsingborgs stadsteater                                      |
| 1953 | Philémon                             | Rendez-vous med lyckan Jean Anouilh                             | Johan Falck       | Helsingborgs stadsteater                                      |
| 1954 | Prospero                             | Stormen William Shakespeare                                     | Johan Falck       | Helsingborgs stadsteater                                      |
| 1954 | Kommissarien                         | Kanske en diktare Ragnar Josephson                              | Gunnar Ekström    | Helsingborgs stadsteater                                      |
| 1954 | Bengt Lagman                         | Bröllopet på Ulfåsa Tor Hedberg                                 | Kolbjörn Knudsen  | Fästningsspelen i Varberg                                     |
| 1954 | Adam Farao Hezdrel-Adam              | Guds gröna ängar Marc Connelly                                  | Johan Falck       | Helsingborgs stadsteater                                      |
| 1954 | François Chantrel                    | Familjens ära Louis Verneuil                                    | Willy Keidser     | Helsingborgs stadsteater                                      |
| 1954 | Gustaf Brandt                        | Skådespelaren Rudolf Värnlund                                   | Johan Falck       | Helsingborgs stadsteater                                      |
| 1954 | Obolski                              | Oh, mein Papa Paul Burkhard, Jürg Amstein, Robert Gilbert       | Åke Engfeldt      | Helsingborgs stadsteater                                      |
| 1955 | Klufsklufs                           | Dummerjöns H.C. Andersen                                        | Willy Keidser     | Helsingborgs stadsteater                                      |
| 1955 | Magnus Gabriel De la Gardie          | Christina August Strindberg                                     | Johan Falck       | Helsingborgs stadsteater                                      |
| 1955 | Lavalette                            | Donadieu Fritz Hochwälder                                       |                   | Malmö stadsteater                                             |
| 1955 | Jakob                                | Lea och Rakel Vilhelm Moberg                                    |                   | Malmö stadsteater                                             |
| 1956 | Sergej Sergeitj Paratov              | Bruden utan hemgift Aleksandr Ostrovskij                        |                   | Malmö stadsteater                                             |
| 1956 | Varville                             | Kameliadamen Alexandre Dumas                                    |                   | Malmö stadsteater                                             |
| 1956 | Evelyn Bathurst                      | Min fru på drift Noël Coward                                    | Per-Axel Branner  | Lisebergsteatern                                              |
| 1956 | Brick                                | Katt på hett plåttak Tennessee Williams                         |                   | Malmö stadsteater                                             |
| 1956 | Hertig Karl                          | Erik XIV August Strindberg                                      |                   | Malmö stadsteater                                             |
| 1957 | Peer Gynt                            | Peer Gynt Henrik Ibsen                                          |                   | Malmö stadsteater                                             |
| 1957 |                                      | Herr Sleeman kommer Hjalmar Bergman                             |                   | TV-teatern.                                                   |
| 1957 |                                      | Eurydike Jean Anouilh                                           |                   | Malmö stadsteater                                             |
| 1957 | Alceste                              | Misantropen Molière                                             |                   | Malmö stadsteater                                             |
| 1958 | Ollonborren                          | Lille Petters resa till månen Gerdt von Bassewitz               |                   | Malmö stadsteater                                             |
| 1958 | Malfrin                              | Månfåglarna Marcel Aymé                                         |                   | Malmö stadsteater                                             |
| 1958 | Gerhard                              | Sagan Hjalmar Bergman                                           |                   | Malmö stadsteater                                             |
| 1958 | Faust                                | Ur-Faust Johann Wolfgang von Goethe                             |                   | Malmö stadsteater                                             |
| 1958 |                                      | Rabies Tor Hedberg                                              |                   | TV-teatern                                                    |
| 1958 | Per                                  | Värmlänningarna Fredrik August Dahlgren                         |                   | Malmö stadsteater                                             |
| 1959 | Amphitryon                           | Amphitryon Jean Giraudoux                                       |                   | Dramaten                                                      |
| 1959 | Advokaten                            | Ett drömspel August Strindberg                                  |                   | Malmö stadsteater                                             |
| 1959 | Polyxenes                            | En vintersaga William Shakespeare                               |                   | Malmö stadsteater                                             |
| 1960 | Léon Saint-Pé                        | Toreadorvalsen Jean Anouilh                                     |                   | Dramaten                                                      |
| 1960 | Gennadij                             | Som man ropar i skogen Nikolaj Ostrovskij                       |                   | Malmö stadsteater                                             |
| 1960 | Frans                                | Fångarna i Altona Jean-Paul Sartre                              |                   | Dramaten                                                      |
| 1961 | Bastarden Filip                      | Kung John (The Life and Death of King John) William Shakespeare | Alf Sjöberg       | Dramaten                                                      |
| 1961 | Victor, en herde                     | Yerma Federico García Lorca                                     | Bengt Ekerot      | Dramaten                                                      |
| 1962 | Reparatör I                          | Läckan Bertil Schütt                                            |                   | Dramaten                                                      |
| 1964 | Cotrone                              | Jättarna på berget Luigi Pirandello                             | Frank Sundström   | Upsala-Gävle stadsteater Oscarsteatern i Stockholm (gästspel) |
| 1964 | Quentin                              | Efter syndafallet Arthur Miller                                 | Frank Sundström   | Dramaten                                                      |
| 1967 | Akilles                              | Troilus och Cressida William Shakespeare                        |                   | Dramaten                                                      |
| 1968 | Medverkande                          | De sista entusiasterna, revy Povel Ramel och Beppe Wolgers      | Hasse Ekman       | Idéonteatern                                                  |
| 1968 | Henrik IV                            | Henrik IV Luigi Pirandello                                      |                   | Dramaten                                                      |
| 1970 | Främlingen                           | Brända tomten August Strindberg                                 |                   | Dramaten                                                      |
| 1970 | Kaptenen                             | Sol vad vill du mig Birger Norman                               |                   | Dramaten                                                      |
| 1970 | Advokaten (inhopp)                   | Ett drömspel August Strindberg                                  |                   | Dramaten                                                      |
| 1972 | Gregers Werle                        | Vildanden Henrik Ibsen                                          |                   | Dramaten                                                      |
| 1977 | August Strindberg                    | The Night of the Tribades P.O. Enquist                          | Michael Kahn      | Helen Hayes Theatre, New York                                 |
| 1981 | Doktor Feldman                       | Duet for One Tom Kempinski                                      | William Friedkin  | Royale Theatre, New York                                      |
| 1988 | Gert Bokpräntare                     | Mäster Olof August Strindberg                                   | Lennart Hjulström | Dramaten                                                      |
| 1988 | Prospero                             | The Tempest William Shakespeare                                 | Jonathan Miller   | Old Vic, London                                               |
| 1990 | Rolf Swedenhielm senior              | Swedenhielms Hjalmar Bergman                                    | Göran Graffman    | Dramaten                                                      |
| 1991 | Eugene O'Neill                       | Och ge oss skuggorna Lars Norén                                 | Björn Melander    | Dramaten                                                      |
| 1994 | Gubben Hummel                        | Spöksonaten August Strindberg                                   | Andrzej Wajda     | Dramaten                                                      |

## Radioteater
| År   | Roll                                            | Produktion                                       | Regi                 |
| ---- | ----------------------------------------------- | ------------------------------------------------ | -------------------- |
| 1952 | Sören                                           | Trångbodda Ingeborg Solberg                      | Johan Falck          |
| 1956 | Direktör Ellinger, chef för ett industriföretag | Tempo, tempo (Der Terminkalender) Max Gundermann | Åke Falck            |
| 1959 | Olaus Petri                                     | Gustav Vasa August Strindberg                    | Lars-Levi Laestadius |

## Priser och utmärkelser
- 1955 – Teaterförbundets Daniel Engdahl-stipendium
- 1955 – Svenska Dagbladets Thaliapris
- 1958 – Kvällspostens Thaliapris
- 1959 – Folket i Bilds filmpris för bästa manliga huvudroll i Ansiktet
- 1968 – Svenska Akademiens teaterpris
- 1969 – Sydsvenska Dagbladets kulturpris
- 1972 – Teaterförbundets Gösta Ekman-stipendium
- 1978 –  Medaljen Litteris et Artibus
- 1982 – Skådespelarpriset vid Venedigs filmfestival för Ingenjör Andrées luftfärd
- 1986 – Teaterförbundets guldmedalj för "utomordentlig konstnärlig gärning"
- 1987 – Guldbagge för bästa manliga roll i Pelle Erövraren
- 1988 – Guldbagge för bästa regi (Vid vägen)
- 1996 – Guldbagge för bästa manliga huvudroll i Hamsun
- 2004 – Särskilt hederspris vid Cannesfestivalen
- 2011 –  Riddare av Hederslegionen[17]
- 2012 – Oscarsnominerad för sin roll i Extremt högt och otroligt nära[7]
- Asteroiden 35087 von Sydow är uppkallad efter honom.[18]